# Oleg Petrowitsch Fedulow
Oleg Petrowitsch Fedulow (russisch Олег Петрович Федулов; * 30. Juni 1947 in der Ukrainischen SSR; † 13. August 2019 in den Vereinigten Staaten) war ein sowjetischer Film-Schauspieler, Stuntman und Stunt Coordinator.

## Biografie
Oleg Fedulow übte seit seiner Kindheit verschiedene Sportarten aus, errang dabei den Titel des Sportmeisters der Sowjetunion im Trampolinspringen, war Titelanwärter im Turmspringen und Träger des schwarzen Gürtels im Karate. Außerdem betrieb bzw. spielte er Boxen, Ringen, Modernen Fünfkampf, Tauchen, Fußball, Volleyball, Bergsteigen und Triathlon.
1970 schloss Fedulow das Polytechnische Institut von Odessa im Fach der Konstruktion elektronischer Systeme ab. Sieben Jahre später gab er in Красные дипкурьеры (Krasnyje dipkurjery) als Stuntman sein Filmdebüt. Bis Ende der 1980er Jahre folgten über 100 Produktionen, vorwiegend Werke des Odessaer Filmstudios. Fedulow trat nicht nur vor der Kamera auf, sondern koordinierte auch Stunts bei Dreharbeiten sowie am Theater und erarbeitete sich so den Ruf, einer der besten Vertreter dieses Gebietes in der Sowjetunion zu sein. Außerdem bildete er sich auf theoretischem Gebiet weiter, absolvierte 1987 das Staatliche All-Unions-Institut für Kinematographie im Bereich der Stuntplanung und erlernte bis 1989 an der Moskauer Kunstuniversität die Grundlagen der Theaterregie.
Fedulow war Träger der Medaille „Für Erfolge bei der Entwicklung der Volkswirtschaft der UdSSR“ (За успехи в развитии народного хозяйства СССР, Sa uspechi w raswitii narodnogo chosjaistwa SSSR) und gehörte der Vereinigung der Kameraleute der Sowjetunion an.
Er emigrierte 1989 in die Vereinigten Staaten und war danach nicht mehr als Darsteller tätig.

## Filmografie (Auswahl)
- 1979: D'Artagnan und die drei Musketiere (D'Artanjan i tri muschketera) – als Stuntman
- 1979: Der Leibwächter (Telochranitel) – auch Stuntkoordinator
- 1980: Der Detektiv (Syschtschik) – auch Stuntkoordinator
- 1980: Piraten des 20. Jahrhunderts (Piraty XX weka) – auch Stunts
- 1981: An der Teufelshöhle ( Tschjortowa logowa) – auch Stuntkoordinator
- 1982: Der Sechste (Schestoi) – auch Stunts
- 1982: Der verheiratete Junggeselle (Schenaty cholostjak) – als Stuntman
- 1983: Kühne Recken von Nowgorod (Wassili Buslajew) – auch Stunts
- 1983: Tagträumer (Poljoty wo sne i najagu) – als Stuntman
- 1983: Die Ballade vom tapferen Ritter Ivanhoe (Ballada o doblestnom ryzare Aiwengo) – auch Stunts
- 1983: Der Sündenbock (Inspektor GAI) – als Stuntman
- 1983: Anna Pawlowa – Ein Leben für den Tanz (Анна Павлова)  – auch Stunts
- 1983: Krumme Touren (Is schisni natschalnika ugolownogo rosyska) – auch Stunts
- 1983: Wenn sich der Feind nicht ergibt (Jesli wrag ne sdajotsja...) – als Stuntkoordinator
- 1983: Abenteuer mit der Tarnkappe (Tam, na newedomych doroschkach…) – auch Stunts
- 1984: Alarmstart (Trewoschny wylet) – auch Stunts
- 1984: Die Abenteuer von Petrow und Wassetschkin (Prikljutschenija Petrowa i Wassetschkina, obyknowennyje i newerojatnyje) (Fernsehfilm) – auch Stuntkoordinator
- 1984: Die letzten Wölfe (Pristupit k likwidazii) – als Stuntman
- 1984: Rückkehr aus dem Orbit (Woswraschtschenije s orbity) – als Stuntman
- 1986: Jules Verne: Auf der Suche nach Kapitän Grant (W poiskach kapitana Granta) (Fernsehmehrteiler) – auch Stuntkoordinator
- 1987: Daniel, Fürst von Galizien (Daniili – knjas Galizkii) – als Stuntman